# Sacrario dei partigiani

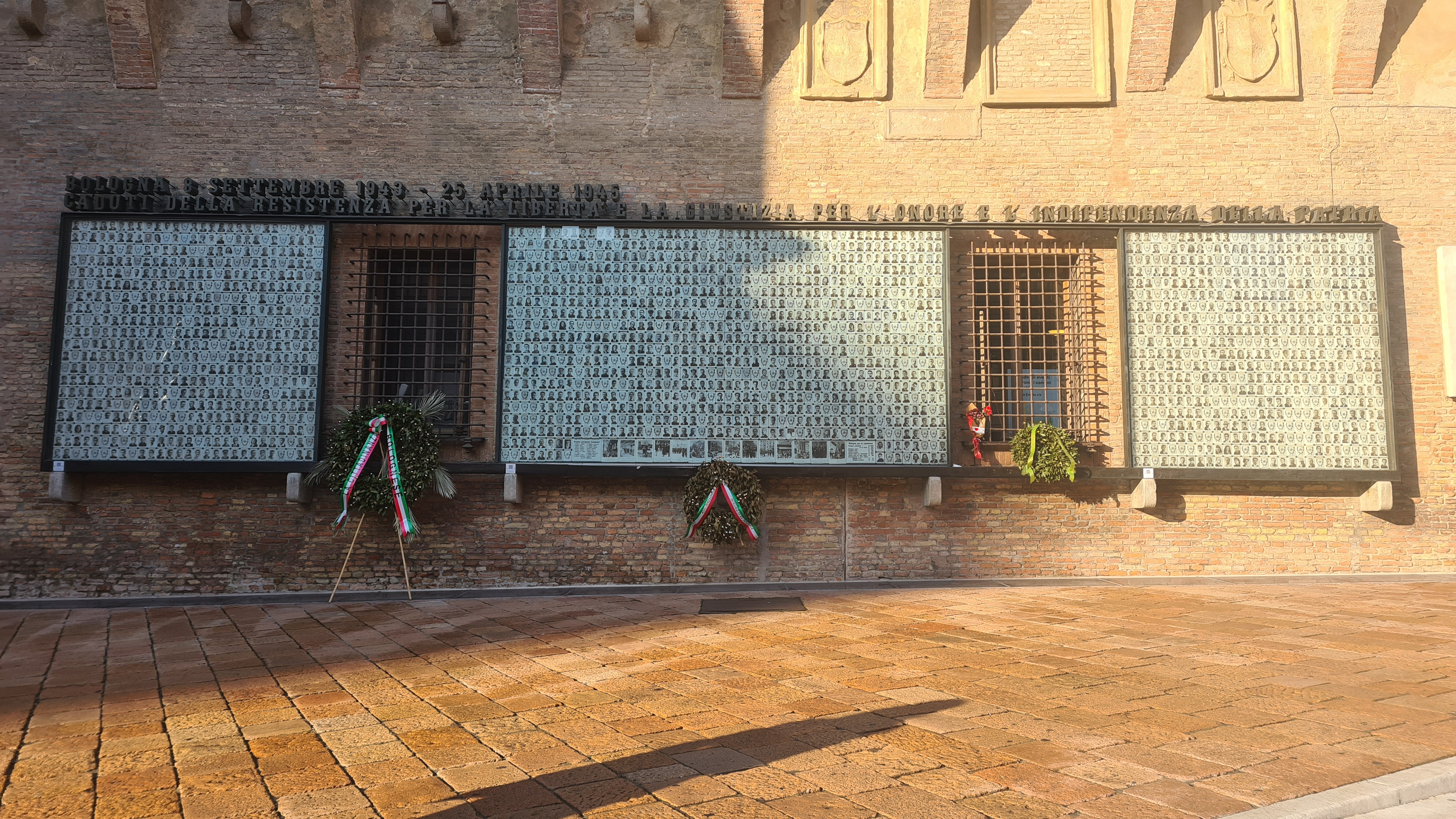
Sacrario dei Partigiani

Il Sacrario dei Partigiani è un'installazione commemorativa situata a Bologna.

## Storia
Il Sacrario iniziò a prendere forma già dal 21 aprile 1945, quando la città venne liberata dall'occupazione nazifascista. In maniera spontanea gruppi di donne iniziarono ad affiggere le foto dei propri cari su di una parete del palazzo comunale, nello stesso punto in cui erano stati fucilati molti partigiani. Gli stessi fascisti chiamavano in maniera ironica quel punto come posto di ristoro dei partigiani, facendo riferimento alla mensa popolare istituita da Francesco Zanardi all'interno della Sala Borsa. Lì i corpi dei giustiziati venivano lasciati esposti come monito ai cittadini.
Venne così a formarsi il primo nucleo del Sacrario, indicato spesso come Altare del popolo o Ara dei Martiri. Durante gli anni '40 fu oggetto di dibattiti per la sua preservazione, dato che era esposto alle intemperie ma soprattutto in seguito ad un incendio subito il 23 aprile 1947 che distrusse circa i due terzi del reliquario.
Si costituì dunque un comitato con lo scopo di erigere un memoriale definitivo, a cui aderirono singoli cittadini e personalità locali, associazioni tra cui l'ANPI ma anche banche, il comune e la provincia. Il progetto definitivo, a cura dell'architetto Giuseppe Vaccaro, fu inaugurato nel decennale della liberazione dal sindaco Giuseppe Dozza, e successivamente dall'onorevole Saragat il 25 aprile 1955.
Nella notte tra il 13 e il 14 febbraio 1973 fu vittima di un attentato di natura fascista, a cui ebbe risposta una manifestazione il successivo 17 febbraio. Anche il 5 giugno del 2009 venne imbrattato da scritte fasciste con menzioni alla P2 e a Licio Gelli.

## Descrizione

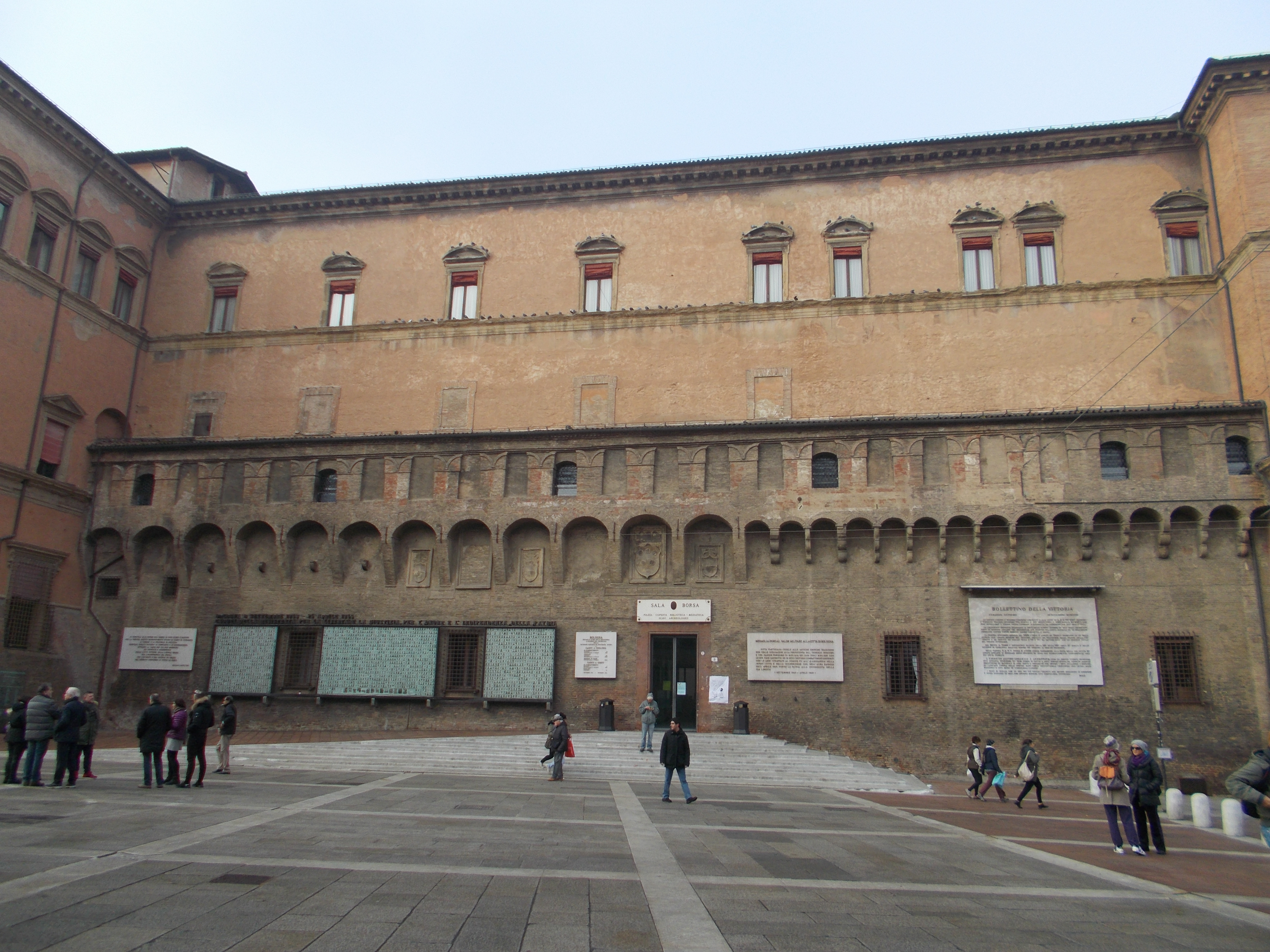
Facciata della Sala Borsa. Si nota sulla sinistra il Sacrario

Il Sacrario commemora i caduti partigiani della Guerra di resistenza a Bologna e provincia. Si trova sulla parete di Palazzo d'Accursio che affaccia su Piazza del Nettuno, sul fronte della Biblioteca  Salaborsa.
Il memoriale è composto da tre grandi cornici contenenti più di 2.000 formelle in vetroceramica. Ciascuna di esse riporta il nome di un partigiano caduto, spesso accompagnato dalla fotografia. Nella cornice centrale, la più grande, alcune formelle ricordano le formazioni partigiane attive nella provincia, e alcuni dati numerici: i partigiani, divisi in uomini e donne, i morti, gli arrestati, i deportati e i decorati. Al centro compaiono coloro che hanno ricevuto la Medaglia d'oro al valor militare. I tre riquadri sono inframezzati dalle finestre del palazzo e raccordati da una scritta superiore in bronzo:
Bologna 8 settembre 1943 - 25 aprile 1945 Caduti della Resistenza per la libertà e la giustizia, per l’onore e l’indipendenza della Patria

## Nelle arti
Il Sacrario fu visto dal soldato statunitense Edward Reep nei giorni della liberazione che ne rimase così colpito da fotografarlo e disegnarlo. Nel 1946 ne trasse un dipinto intitolato Italian Shrine, ovvero "Sacrario italiano", ora esposto allo Smithsonian American Art Museum.
Al Sacrario si è ispirato l'artista Christian Boltanski per la sua opera Les Regards, esposta una prima volta a Villa delle Rose e poi al MAMbo.
Inoltre è raffigurato nella copertina dell'album Harmony in Ultraviolet di Tim Hecker.